# Metarranthis indeclinata
Metarranthis indeclinata är en fjärilsart som beskrevs av Walker 1861. Metarranthis indeclinata ingår i släktet Metarranthis och familjen mätare. Inga underarter finns listade i Catalogue of Life.